# Podpeč, Dobrepolje
Podpeč je naselje v Občini Dobrepolje. V kraju se nahaja Podpeška jama, ki jo je raziskoval že Valvazor in leta 1687 narisal njen načrt. Ta velja za prvi jamski načrt v Sloveniji.
V 20. letih 20. stoletja je v jami Zoološki institut ljubljanske univerze odprl svoj laboratorij za študij specialne jamske favne.
V letih 1990 in 1991 je bilo v njej tajno skladišče orožja slovenske Teritorialne obrambe.
V jami živi tudi človeška ribica. 